# آردن هیلز (مینه‌سوتا)
آردن هیلز (به انگلیسی: Arden Hills) شهری در شهرستان رمزی ایالت مینه‌سوتا در کشور ایالات متحده آمریکا است که جمعیت آن در سرشماری سال ۲۰۱۰ میلادی، ۹۵۵۲ نفر بوده‌است.